# Harald Ehrig
Harald Ehrig (ur. 6 listopada 1949 w Zwickau) – niemiecki saneczkarz reprezentujący NRD, wicemistrz olimpijski, dwukrotny brązowy medalista mistrzostw świata, medalista mistrzostw Europy.

## Kariera
Pierwszy sukces w karierze osiągnął w 1970 roku, kiedy zdobył złoty medal w jedynkach podczas mistrzostw Europy w Hammarstrand. W styczniu 1972 roku wywalczył srebro w tej samej konkurencji na mistrzostwach Europy w Königssee. Parę tygodni później wystartował na igrzyskach olimpijskich w Sapporo, zdobywając srebrny medal w jedynkach. W zawodach tych rozdzielił na podium dwóch rodaków: Wolfganga Scheidela i Wolframa Fiedlera. Był to jego jedyny start olimpijski. Następnie zajął trzecie miejsce w jedynkach na mistrzostwach świata w Oberhofie w 1973 roku. Ostatni medal zdobył na mistrzostwach świata w Hammarstrand w 1975 roku, ponownie zajmując trzecie miejsce w jedynkach.

## Osiągnięcia

### Igrzyska olimpijskie
| Rok  | Miejsce | Jedynki |
| ---- | ------- | ------- |
| 1972 | Sapporo | 2.      |